# Полькув-Дацьбоґі
Полькув-Дацьбоґі (пол. Polków-Daćbogi) — село в Польщі, у гміні Ґрембкув Венґровського повіту Мазовецького воєводства.
Населення — 109 осіб (2011).
У 1975-1998 роках село належало до Седлецького воєводства.

## Демографія
Демографічна структура станом на 31 березня 2011 року:
|          | Загалом | Допрацездатний вік | Працездатний вік | Постпрацездатний вік |
| -------- | ------- | ------------------ | ---------------- | -------------------- |
| Чоловіки | 46      | 10                 | 30               | 6                    |
| Жінки    | 63      | 11                 | 38               | 14                   |
| Разом    | 109     | 21                 | 68               | 20                   |